# Grundarfjörður
Grundarfjörður è un comune islandese situato nell'omonimo fiordo della regione di Vesturland, nel settore nord-occidentale dell'Islanda. La vicina montagna Kirkjufell forma una piccola penisola.

## Amministrazione

### Gemellaggi
- Paimpol, dal 2004